# Юодкранте
Юо́дкранте (лит. Juodkrantė, нем. Schwarzort) — посёлок в Литве. Входит в состав Нерингского самоуправления. Второй по размеру после посёлка Нида. Населённый пункт на литовской части Куршской косы. Население составляет 900 человек.

## География
Расположен на Куршской косе в 18 км к югу от Клайпеды и 30 км к северу от посёлка Нида. Курортный посёлок, второе по величине литовское поселение на Куршской косе. Рядом с посёлком проходит дорога Смильтине — Нида.

## История

### Топоним
Название посёлка переводится как «чёрный берег»: (лит. juodas — «чёрный» и от лит. krantas — «берег».

### История

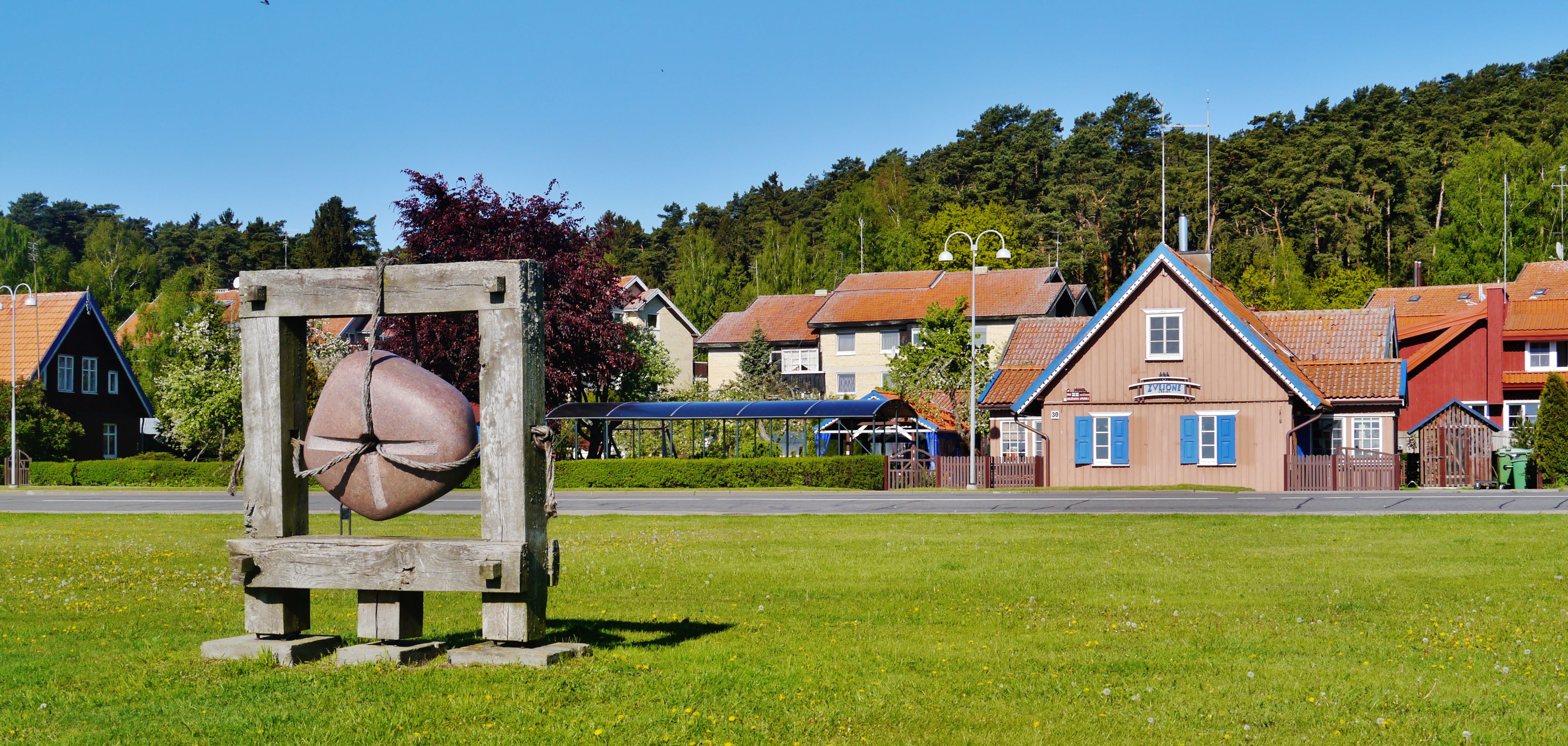
Деревянные дома в Юодкранте

Юодкранте (нем. Schwarzort - Черное место) впервые упоминается тевтонскими рыцарями в 1429 году. Первоначально посёлок был расположен вдоль берега Балтийского моря, примерно в 2,5 км от нынешнего места. В начале 17 века из-за чумы и движущихся песчаных дюн, Юодкранте потеряла почти всех своих жителей. В 1680-х годах деревня переместилась в своё нынешнее место на берегу Куршского залива. До 1740 года территория принадлежала Крайс Мемель (Клайпедский уезд), затем с 1740 по 1795 год — Карвайтен уезд (лит. Karvaičiai). После того, как деревня Карвайчяй была проглочена песочными дюнами, место расположения округа было перенесено сюда. 
В конце 1850-х годов поселение Юодкранте прославилось как курорт, был углублен водный путь лагуны, и начали плавать пароходы из Мемеля (лит. Клайпеда). Это был самый простой способ путешествовать. Примерно в это же время в ходе работ были найдены образцы янтаря. В 1860 году была основана компания «Stantien & Becker», чтобы добывать янтарь к северу от деревни. Это также способствовало развитию поселения. В 1861−1882 годам около Юодкранте были найдены очень ценные изделия из янтаря доисторических времен. Деревянная кирха в Юодкранте сгорела в 1878 году, но уже в 1885 году её заменила кирха из красного кирпича. 
До 1919 года Юодкранте входила в состав Восточной Пруссии. Между 1923 и 1939 годами Юодкранте была в составе Литвы. В межвоенный период город считался роскошным курортом. В 1939–1945 году территория в составе нацистской Германии. В советское время Неринга, в которую входила и Юодкранте, была строго регламентированным пограничным районом. Только в 1960-х годах туда начали возвращаться туристы. 
С 1991 года Юодкранте в составе независимой Литвы. В 1997 году был утвержден новый герб населённого пункта. Ежегодно в июле месяце в посёлке проводится фестиваль рыбаков. В 1995–2009 годах входил в Юодкрантское староство.

## Современная жизнь

### Инфраструктура

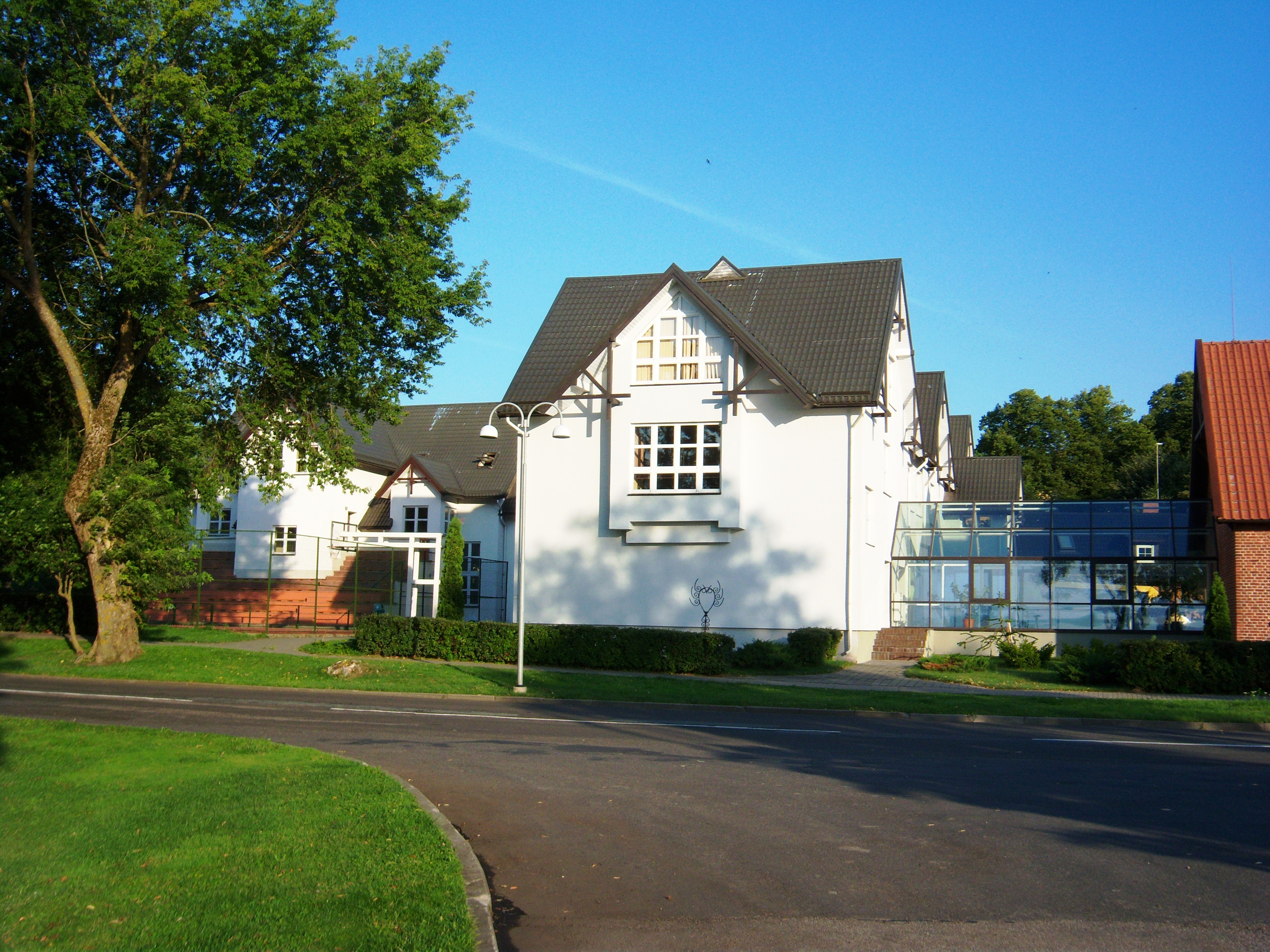
Морская кадетская школа

В Юодкранте находятся Морская кадетская школа им. Л. Резы, библиотека, почта, культурный центр.

### Транспорт

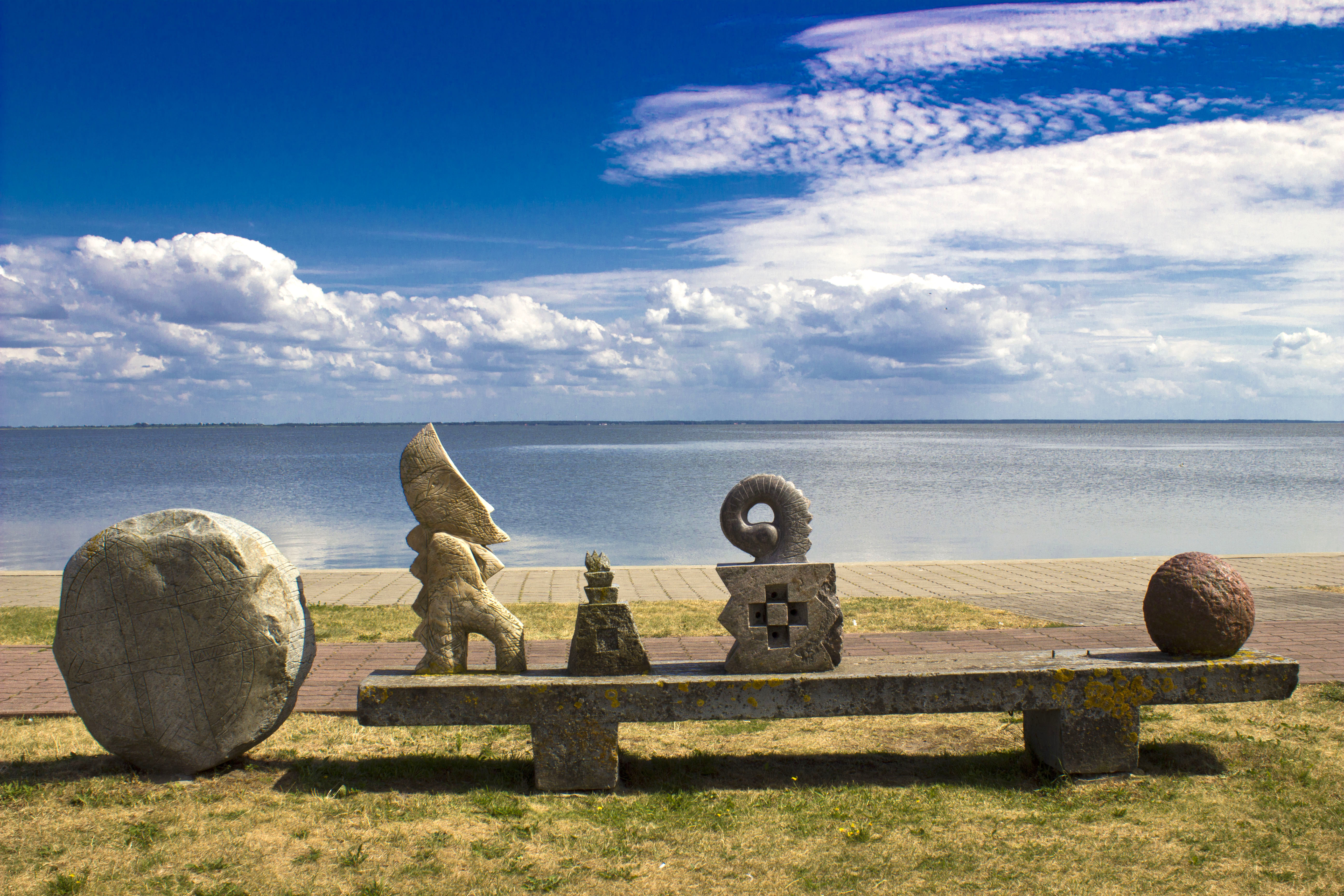
Парк скульптур «Земля и Вода»

По курорту можно передвигаться на автобусах, такси и на личном автомобиле. В Юодкранте, как и в Ниде, большое внимание уделяется велосипедному транспорту. Через населённый пункт проходит дорога КК167, которая соединяет посёлок Нида и Смильтине (откуда есть паромное сообщение с Клайпедой). Летом в Юодкранте также курсирует паром из курортного местечка Древерна. В 55 км от курорта находится международный аэропорт Паланга.

## Климат
Климат умеренный, переходный от морского к континентальному, схожий с климатом других курортов Литовского взморья – Клайпеды и Паланги. Зима в Ниде теплая и непродолжительная. Средняя температура самого холодного месяца, февраля составляет -2 °С. Нередки оттепели. Лето умеренно теплое. Средняя температура июля составляет 17 °С, днем столбик термометра поднимается до отметок в 23-25°С. Средняя температура воды в море летом от 17 °C  доходит и до 21-22 °С. Осадков – порядка 750-800 мм в год. Наибольшее количество приходится на период с мая по сентябрь. 

## Туризм
Юодкранте — излюбленное место для литовских туристов, большая часть из которых приезжает из Клайпеды. Местность очень похожа на маленькие сёла Швеции и Южной Норвегии. Между Юодкранте и Пярвалкой находится «серые дюны”, также известны как мертвые дюны». Неподалёку расположена колония чёрных бакланов и цапель, на которых также съезжаются посмотреть туристы. В настоящее время Юодкранте посещают туристы из Германии, Скандинавии, Польши, России, Латвии. Летом город конкурирует с другими литовскими курортами — Нидой и Палангой.

## Достопримечательности
- Историческая застройка конца XIX — начала XX века. Виллы и рыбацкие усадьбы в традиционном местном стиле.
- Серые дюны (лит. pilkosios kopos).
- Колония серых цапель и больших бакланов.
- «Гора ведьм» — экспозиция деревянных народных скульптур (архитектор А. Насвитис). На горе установлено более 70 деревянных скульптур персонажей литовских сказок.
- Парк скульптур «Земля и Вода», построен в 1997 году (архитектор Р. Кристапавичюс). В нем размещены 31 скульптура из камня и металла, созданная в ходе международного симпозиума. Скульптуры расположены вдоль набережной.
- Выставочный зал Литовского художественного музея.
- Евангелическо-лютеранская церковь (построена в 1885 году, также известная как церковь Святого Франциска Ассизского).
- Рядом с Юодкранте расположен «Янтарный залив», где с 1862 года добывалась большая часть янтаря в Литве.

## Природа

### Серые (мертвые) дюны
Между Юодкранте и Первалкой находится «серые дюны» (лит. pilkosios kopos), также известные как «мёртвые дюны». Их называют серыми из-за преобладающего цвета растительности. Километровая познавательная тропа ведет по заповедной зоне Нагляй. Здесь несколько сотен лет назад были погребены четыре деревни Куршской косы. Самые высокие дюны — Вингкопе (51 м) и Наглю (53 м).

### Колония серых цапель и больших бакланов
К западу от Юодкранте с начала XIX века существует колония серых цапель и больших бакланов. Колония птиц значительно повредила старый лес, так как кислота в их помете высушивает и сжигают корни деревьев. За последние 15 лет погибло около 10 га леса. В настоящее время правила не позволяют убивать птиц, так как и серая цапля, и большой баклан являются охраняемыми видами в Литве. Наблюдать за птицами можно на холме Гарняй, где находится смотровая площадка.

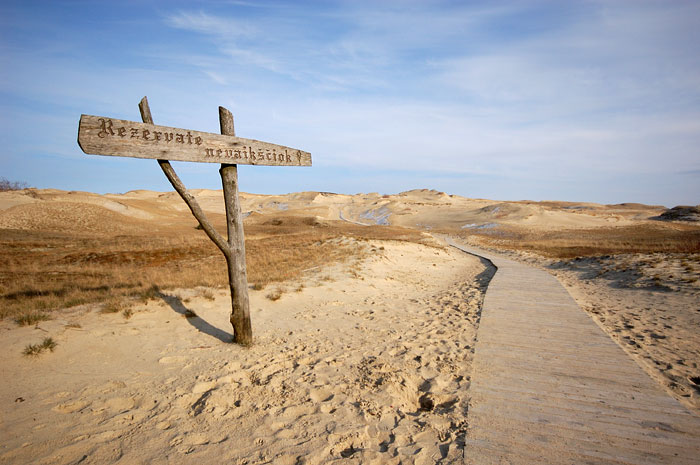
Серые дюны
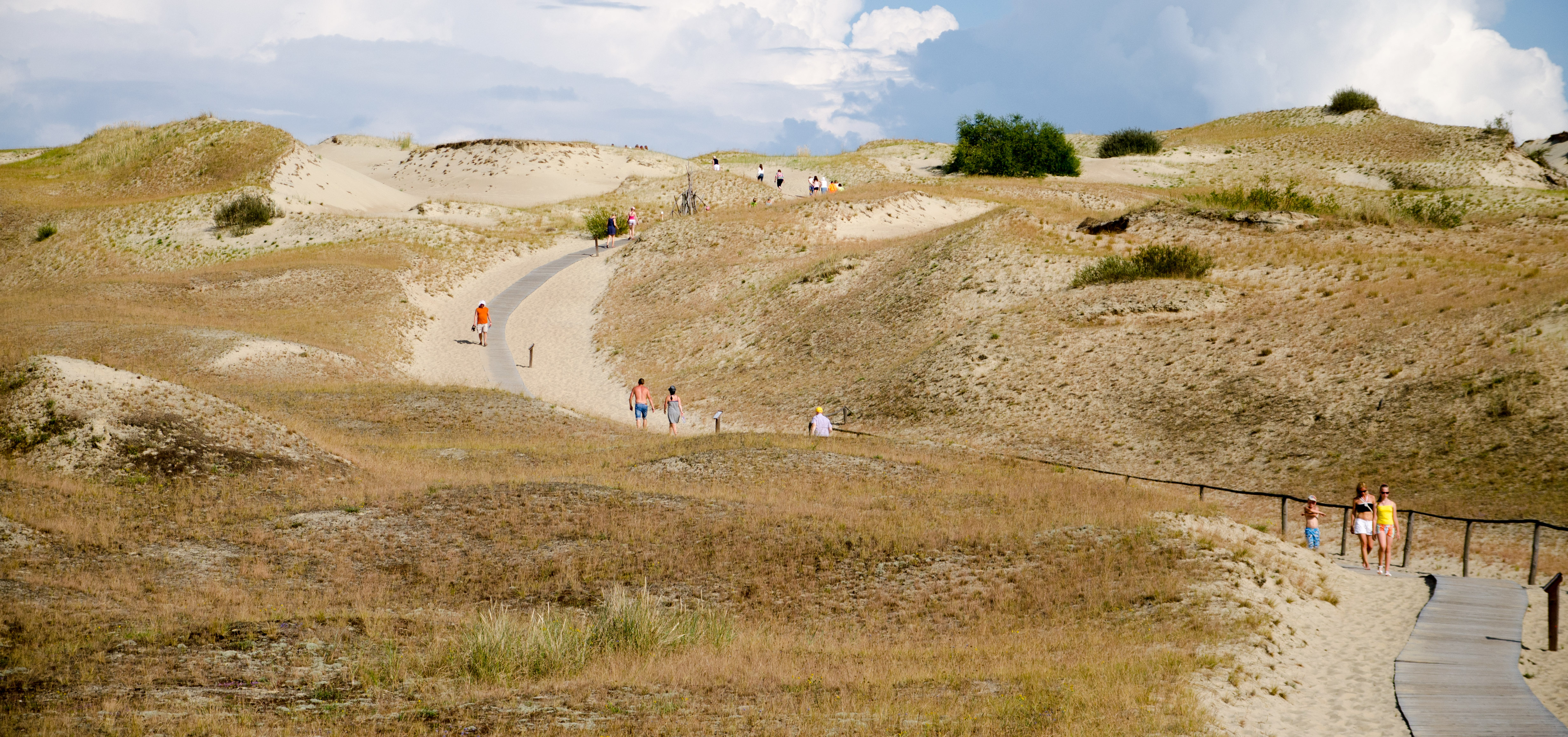
Tропа через дюны
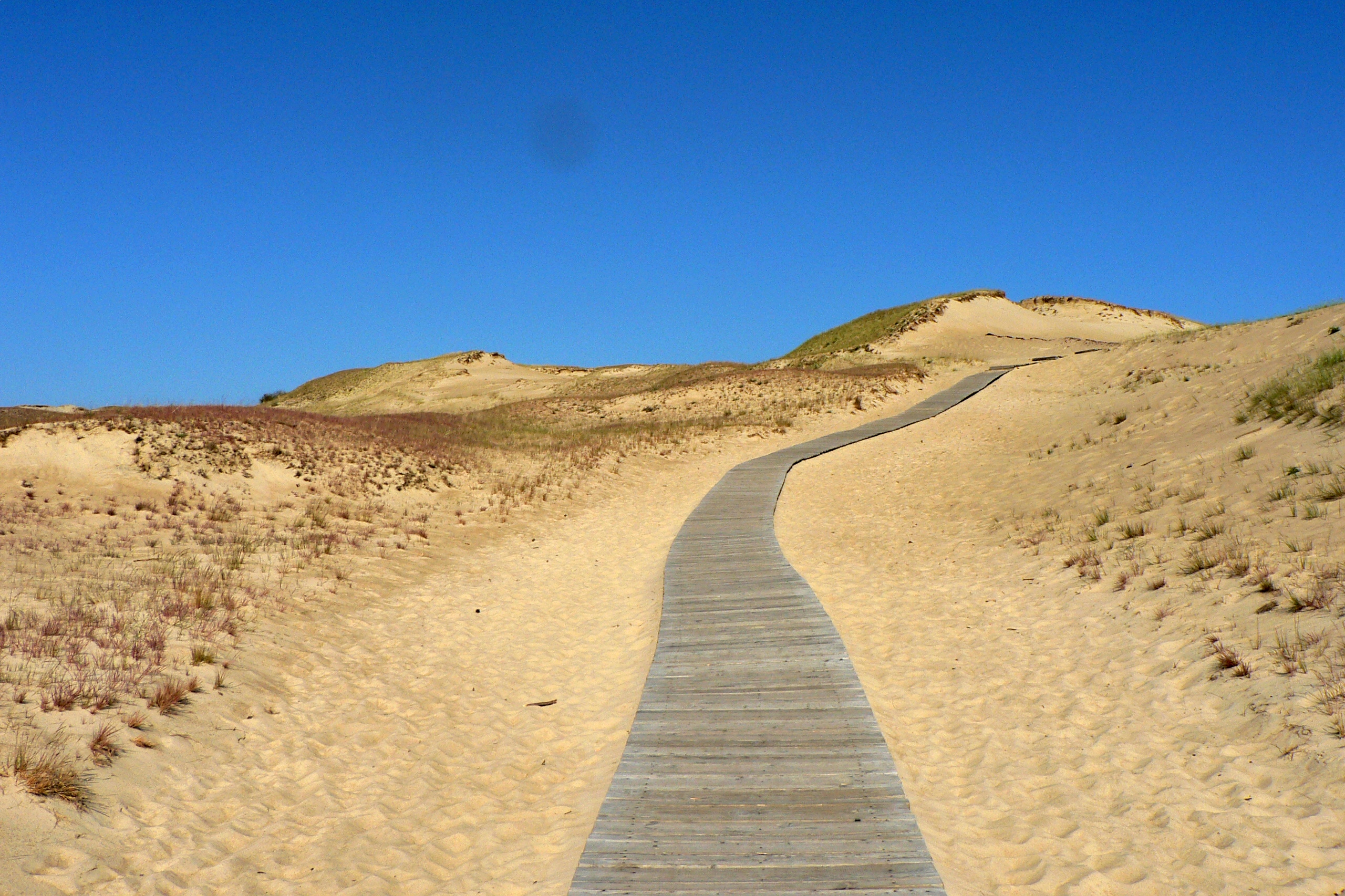
Серые дюны
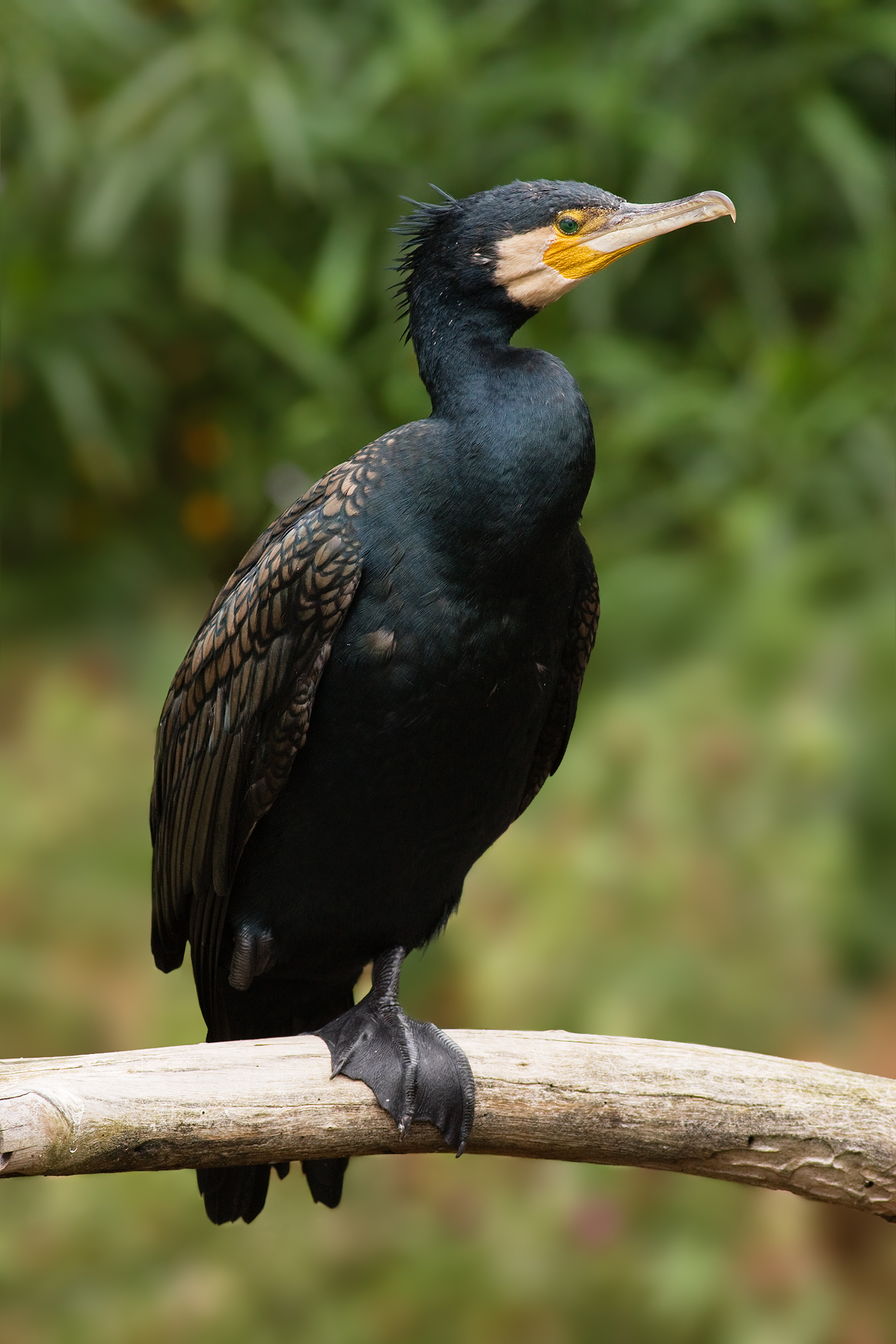
Большой баклан
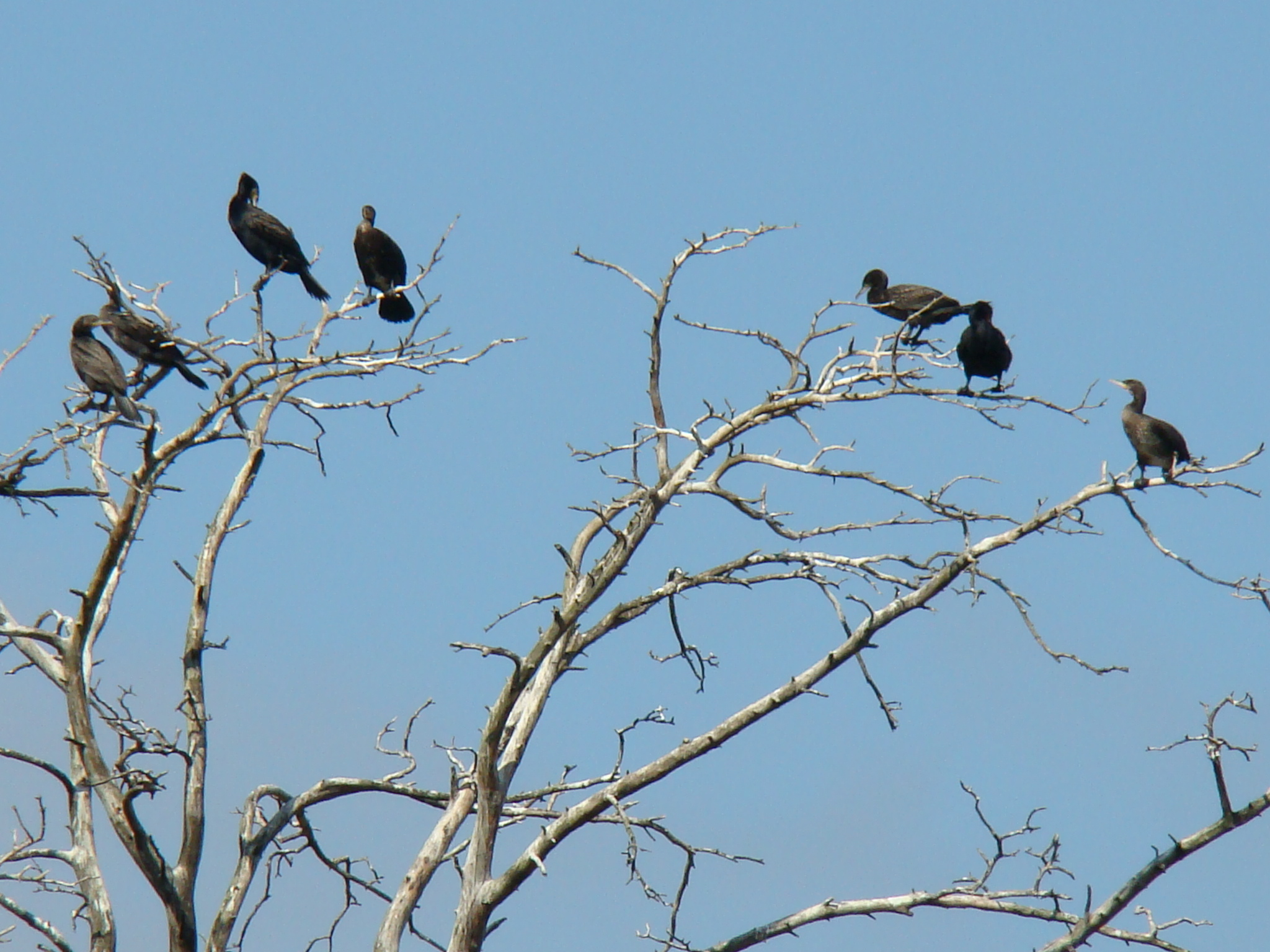
Колония больших бакланов
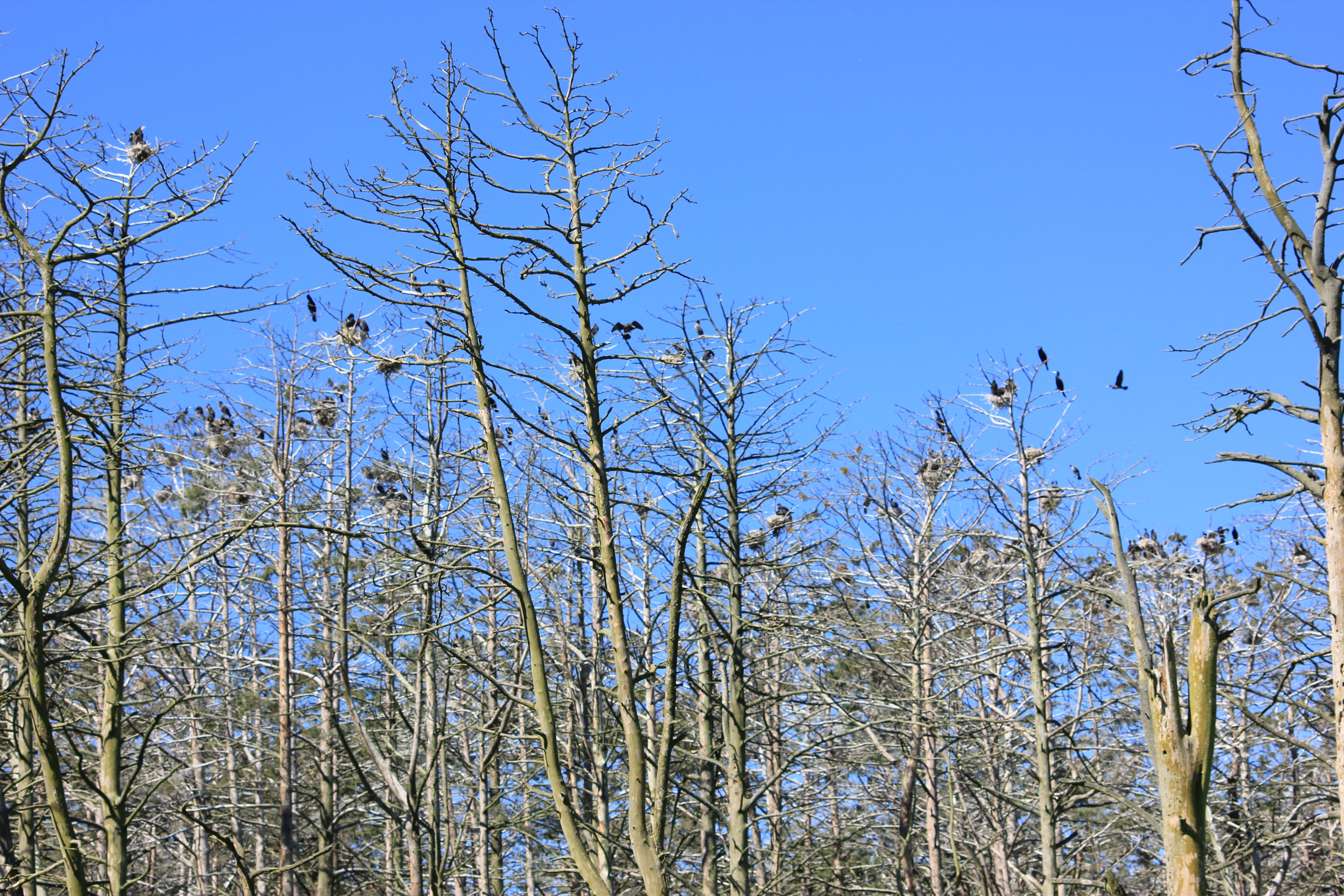
Мертвый лес
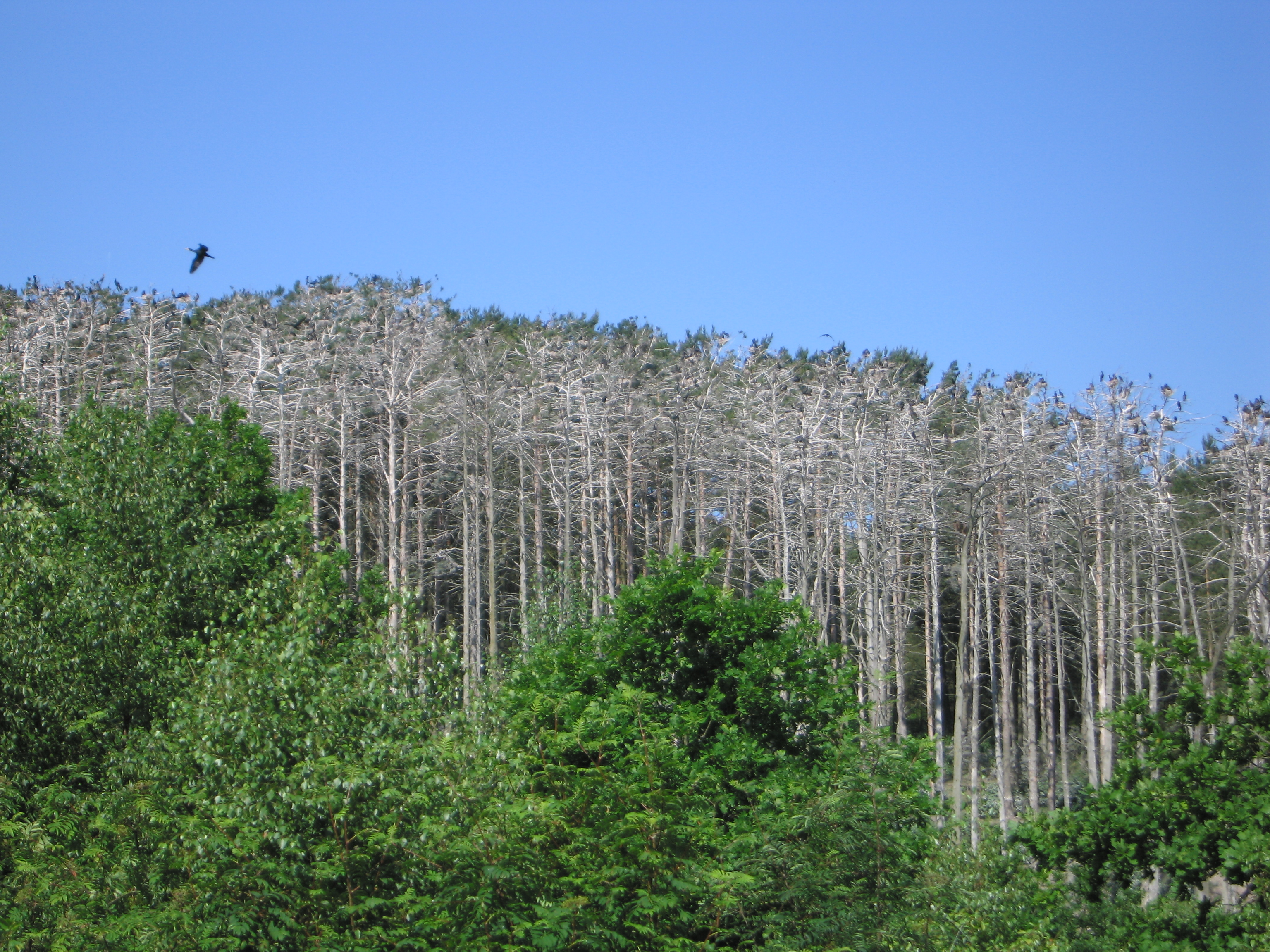
Мертвый лес

## Известные люди, связанные с Юодкранте
- Людвикас Реза (1776 –1840) — литовский поэт, филолог, переводчик  и протестантский пастор.
- Густав Фенкол (1872–1950) — немецкий художник- пейзажист много лет жил в деревне.

## Галерея

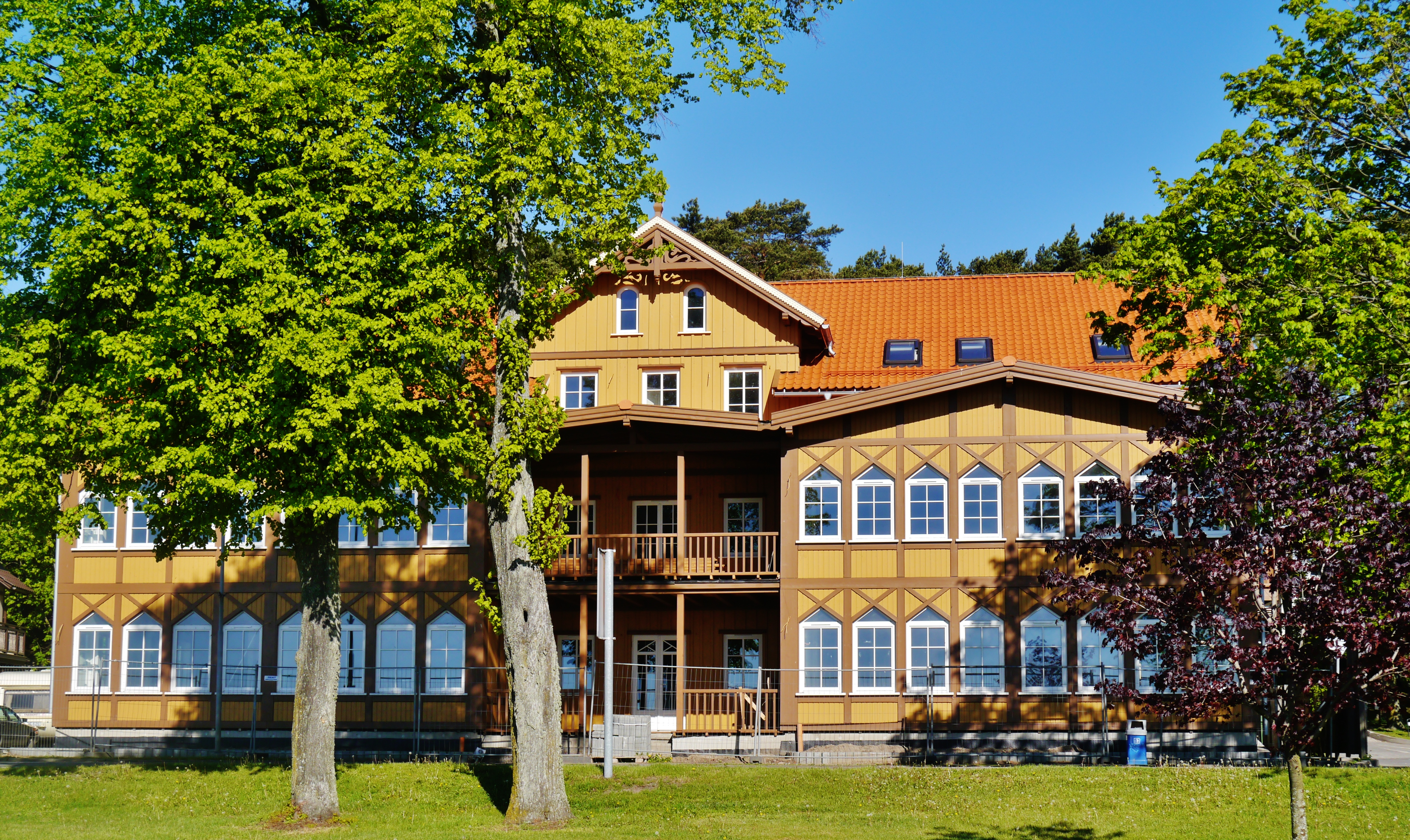
Историческая застройка в Юодкранте
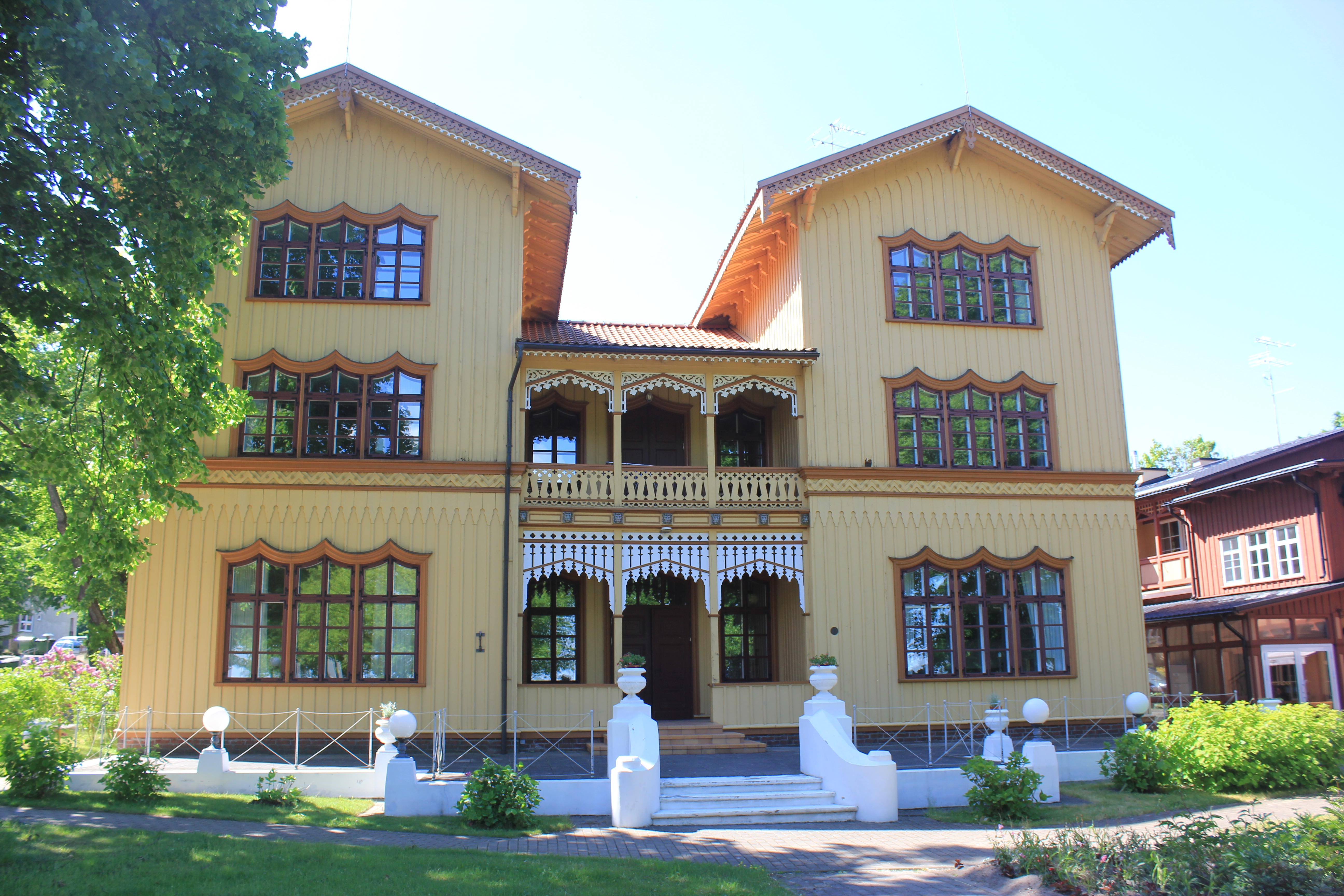
Старая вилла
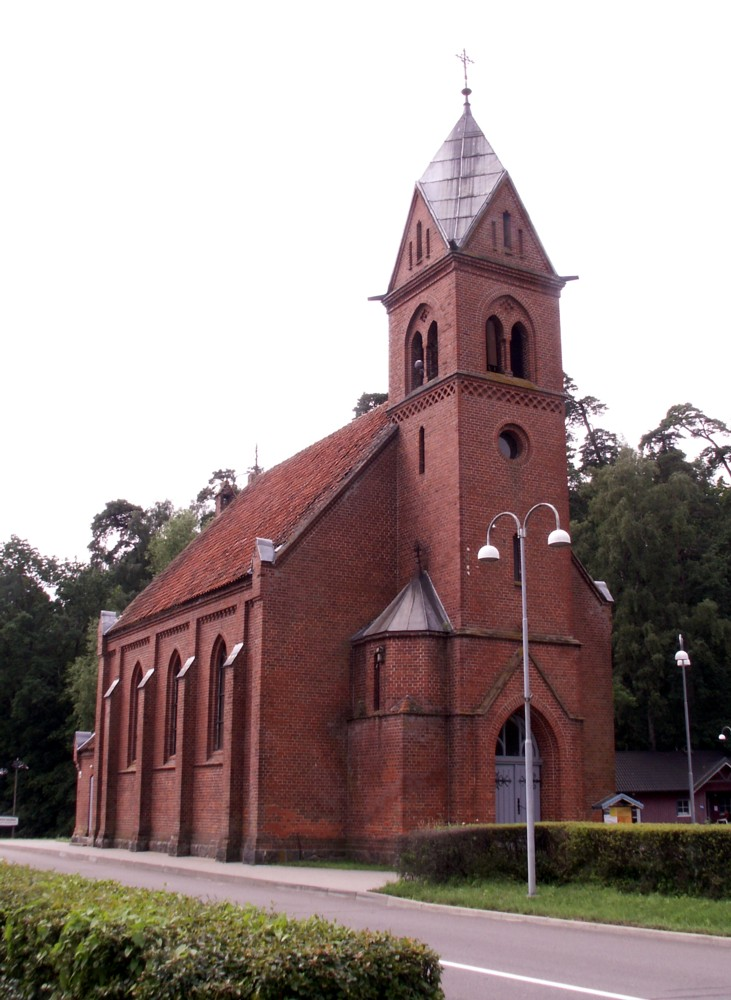
Евангелическо-лютеранская церковь
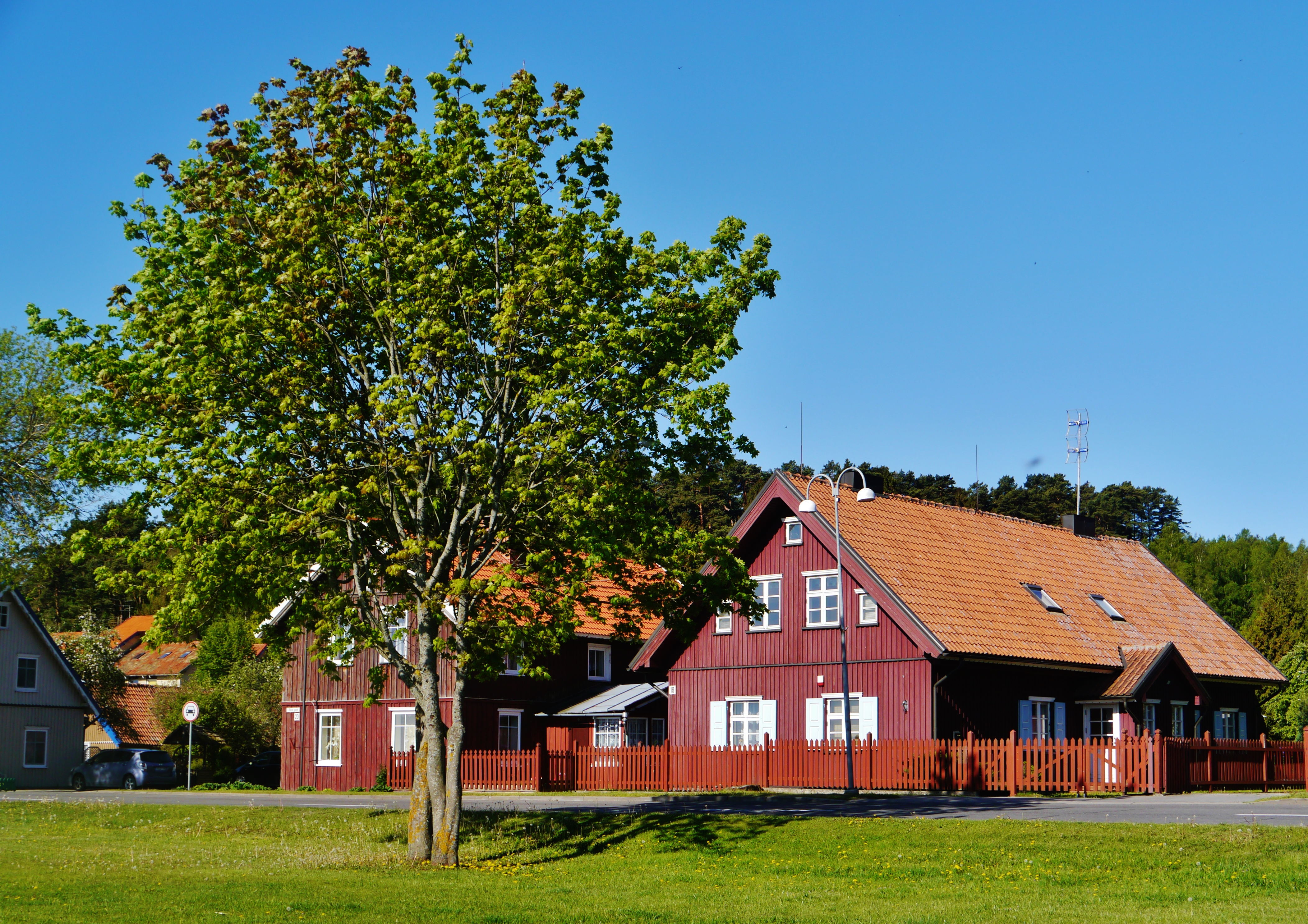
Деревянные дома в Юодкранте
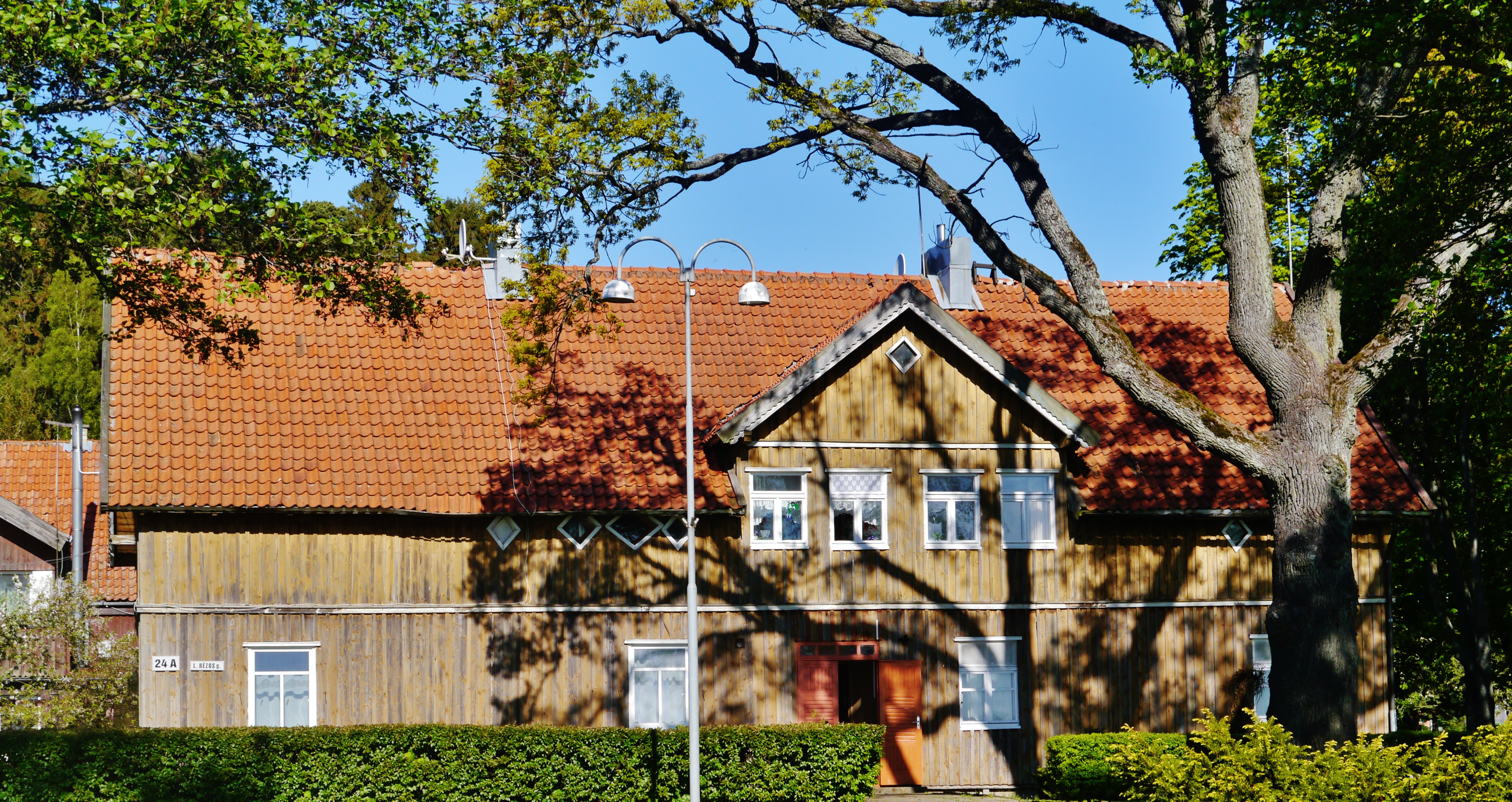
Историческая застройка
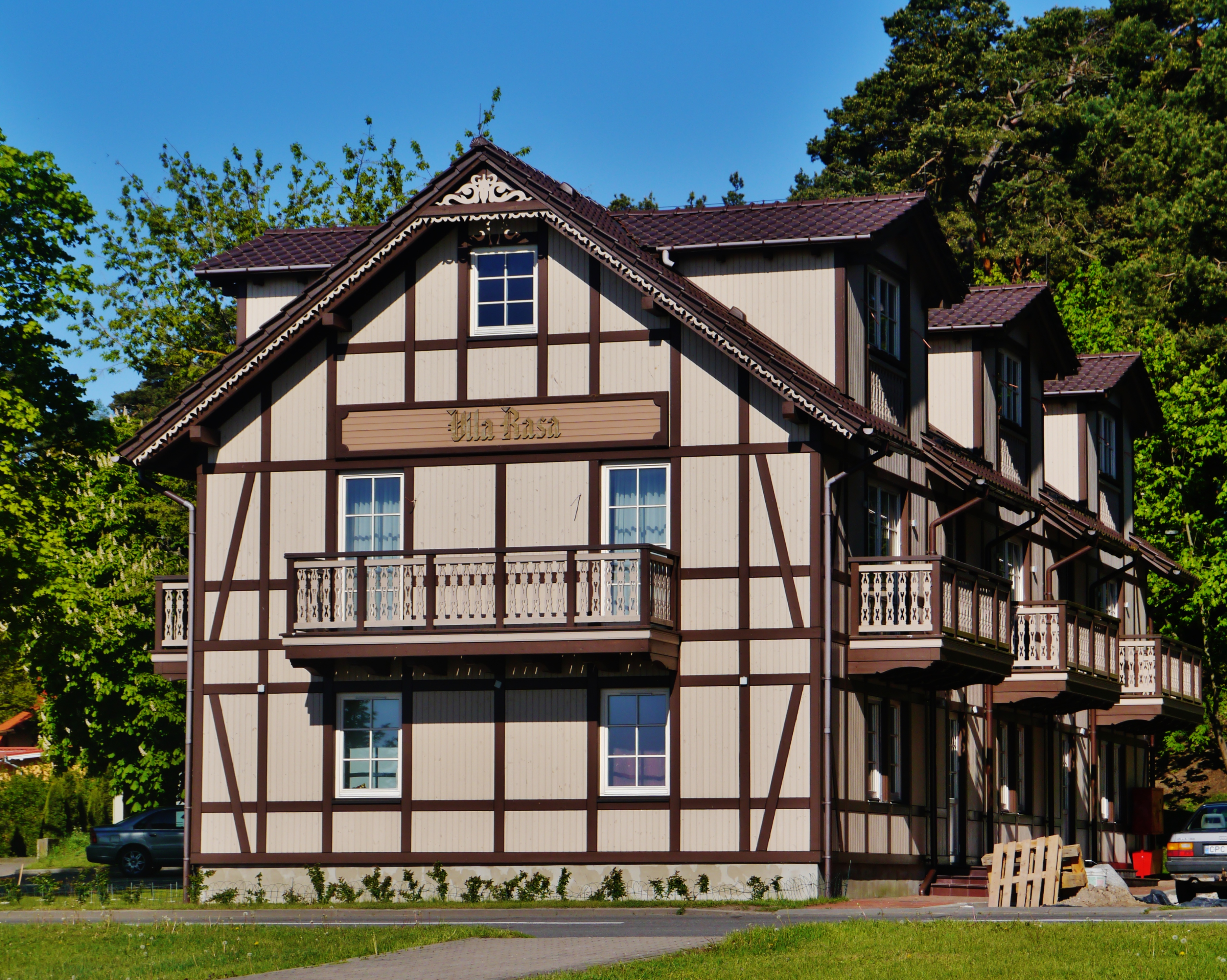
Историческая застройка
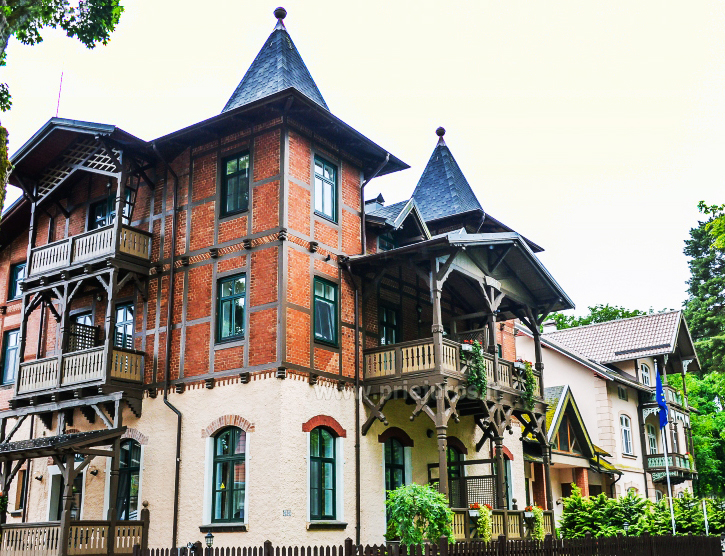
Старая вилла